# 萬卡韋利卡大區
萬卡韋利卡大區（西班牙語：Departamento de Huancavelica）是秘魯中南部的一個大區，位於安第斯山脈。面積22.131,47平方公里，2007年人口447,054人。首府萬卡韋利卡。
1822年4月26日建區。下分7省94區。